# Тулугановка (Володарський район)
Тулугановка (рос. Тулугановка) — село у Володарському районі Астраханської області Російської Федерації.
Населення становить 859 осіб (2017). Входить до складу муніципального утворення Тулугановська сільрада.

## Історія
Населений пункт розташований на території українського етнічного та культурного краю Жовтий Клин. Згідно із законом від 6 серпня 2004 року органом місцевого самоврядування є Тулугановська сільрада.

## Населення
| 2002 | 2010 | 2012 | 2013 | 2014 | 2015 | 2016 |
| ---- | ---- | ---- | ---- | ---- | ---- | ---- |
| 767  | ↗846 | ↗854 | ↗864 | ↘862 | ↗864 | ↘855 |
| 2017 |      |      |      |      |      |      |
| ↗859 |      |      |      |      |      |      |